# 中北外記

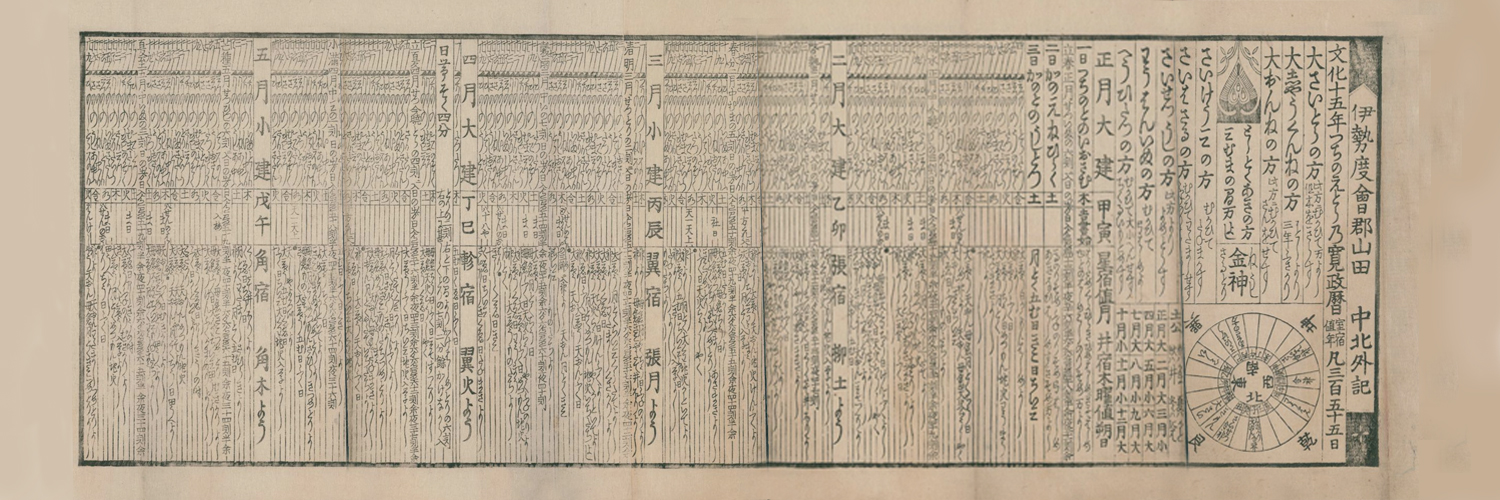
伊勢暦・中北外記（1817年出版 文化15年版）

中北外記（なかぎたげき）とは、伊勢暦と呼ばれる暦本を発行していた暦師（出版者）の一つ。

## 概要
江戸時代初期から末期まで伊勢国度会郡山田にて伊勢暦を発行していた。伊勢の御師（おんし）が年末に神宮の御神札とともに檀家に頒布していた。明治4年（1871年）7月に御師制度が廃止されたことに伴い、中北外記家も暦師を失職しているが、明治中期以降から現代まで、神宮暦用紙および神宮大麻用紙を製造する製紙会社（現 大豐和紙工業）の経営を継承している。